# Cetoză

Fructoza este un exemplu de cetoză.

O cetoză este o monozaharidă care conține doar o singură grupă de cetonă în moleculă.  Având trei atomi de carbon, dihidroxiacetona este cea mai simplă cetoză și singura care nu prezintă activitate optică. 